# Montaña Adade Yus
La montaña Adade Yus es una montaña de Canadá situada en la provincia de Columbia Británica, en la parte central del país, a 3.600 km al oeste de la capital, Ottawa. La altitud de la montaña Adade Yus es 1777 metros sobre el nivel del mar, o 54 pies por encima del terreno circundante. La amplia base popular es 0,66 kilómetros.
El punto más alto por allí es 1.847 pies por encima, a 1,3 km al sur de la montaña Adade Yus. Su área es casi deshabitado, con menos de 2 habitantes por kilómetro cuadrado. No hay ninguna ciudad próxima, la vegetación alrededor del bosque de la montaña son todas plantas de pino.
Es de clima boreal y la temperatura media es -1 °C. El mes más caliente es julio, con 12 °C, y el mes más frío es enero, con -14 °C.
| Climograma de 'Adade Yus Mountain | Climograma de 'Adade Yus Mountain | Climograma de 'Adade Yus Mountain | Climograma de 'Adade Yus Mountain | Climograma de 'Adade Yus Mountain | Climograma de 'Adade Yus Mountain | Climograma de 'Adade Yus Mountain | Climograma de 'Adade Yus Mountain | Climograma de 'Adade Yus Mountain | Climograma de 'Adade Yus Mountain | Climograma de 'Adade Yus Mountain | Climograma de 'Adade Yus Mountain |
| --- | --------------------------------- | --------------------------------- | --------------------------------- | --------------------------------- | --------------------------------- | --------------------------------- | --------------------------------- | --------------------------------- | --------------------------------- | --------------------------------- | --------------------------------- |
| E | F                                 | M                                 | A                                 | M                                 | J                                 | J                                 | A                                 | S                                 | O                                 | N                                 | D                                 |
| 0 -13 -14 | 0 -10 -13                         | 0 -6 -11                          | 0 1 -6                            | 0 8 -1                            | 0 14 6                            | 0 16 8                            | 0 15 7                            | 0 9 3                             | 0 2 -3                            | 0 -8 -10                          | 0 -13                             |
| temperaturas en °C • totales de precipitación en mm fuente: |                                   |                                   |                                   |                                   |                                   |                                   |                                   |                                   |                                   |                                   |                                   |
| Conversión sistema imperial\| E \| F \| M \| A \| M \| J \| J \| A \| S \| O \| N \| D \| \| 0 9 7 \| 0 14 9 \| 0 21 12 \| 0 34 21 \| 0 46 30 \| 0 57 43 \| 0 61 46 \| 0 59 45 \| 0 48 37 \| 0 36 27 \| 0 18 14 \| 0 9 \| \| temperaturas en °F • totales de precipitación en pulgadas \| \| \| \| \| \| \| \| \| \| \| \| |                                   |                                   |                                   |                                   |                                   |                                   |                                   |                                   |                                   |                                   |                                   |
| E | F                                 | M                                 | A                                 | M                                 | J                                 | J                                 | A                                 | S                                 | O                                 | N                                 | D                                 |
| 0 9 7 | 0 14 9                            | 0 21 12                           | 0 34 21                           | 0 46 30                           | 0 57 43                           | 0 61 46                           | 0 59 45                           | 0 48 37                           | 0 36 27                           | 0 18 14                           | 0 9                               |
| temperaturas en °F • totales de precipitación en pulgadas |                                   |                                   |                                   |                                   |                                   |                                   |                                   |                                   |                                   |                                   |                                   |